# Homicide (film, 1991)
Pour les articles homonymes, voir Homicide.
Pour plus de détails, voir Fiche technique et Distribution.
Homicide est un film américain écrit et réalisé par David Mamet, sorti en 1991.

## Synopsis
Retiré d'une affaire concernant la traque d'un dealer, un inspecteur de police se retrouve chargé d'enquêter sur le meurtre d'une vieille dame juive et se retrouve entraîné dans un univers qui va le dépasser.

## Fiche technique
- Titre : Homicide
- Réalisation et scénario : David Mamet
- Directeur de la photographie : Roger Deakins
- Direction artistique : Susan Kaufman
- Décors : Michael Merritt
- Costumes : Nan Cibula
- Montage : Barbara Tulliver
- Musique : Alaric Jans
- Productions : Michael Haussman et Edward R. Pressman
  - Production exécutive : Ron Rotholz
  - Production associé : Andy Armstrong et Michael Carlisie
- Sociétés de production :
- Distribution :  Pyramide Distribution
- Format : Couleur – 1,85:1 — Son stéréophonique Dolby
- Genre : Thriller, policier
- Pays :  États-Unis
- Langue : anglais
- Durée : 102 minutes
- Dates de sortie en salles :
  - France : 28 août 1991
  - États-Unis : 9 octobre 1991

## Distribution
- Joe Mantegna : Bobby Gold
- William H. Macy (V. F. : José Luccioni) : Tim Sullivan
- Vincent Guastaferro : Lt. Senna
- J. J. Johnston : Jilly Curran
- Jack Wallace (V. F. : Yves Barsacq) : Frank
- Lionel Mark Smith (V. F. : Joël Martineau) : Charlie Olcott
- Roberta Custer : Cathy Bates
- Charles Stransky : Doug Brown
- Ving Rhames : Robert Randolph
- Bernard Gray : James
- Paul Butler : Commissioner Walker
- Colin Stinton : Walter B. Wells
- Louis Murray : Mr. Patterson
- Christopher Kaldor : Desk Sergeant
- Linda Kimbrough : Sgt. Green
- Robin Spielberg : Records Officer
- Rebecca Pidgeon : Miss Klein